# Milena Todorovová
Milena Todorovová (* 18. ledna 1998 Trojan) je bulharská biatlonistka.
Biatlonu se věnuje od roku 2007. Ve světovém poháru debutovala v prosinci 2018 v Hochfilzenu, kde se ve sprintu umístila na 89. místě.
Ve své dosavadní kariéře nezvítězila ve světovém poháru v žádném individuálním ani kolektivní závodě. Její doposud nejlepší sezónou byl ročník 2024/2025, kdy nejdříve obsadila třetí místo ze sprintu v Oberhofu, čímž se stala první Bulharkou na stupních vítězů od Ekateriny Dafovské v březnu 2004, a následně druhé místo v závodu s hromadným startem v Pokljuce.

## Výsledky

### Olympijské hry a mistrovství světa
| Sezóna  | Akce | Místo         | SP  | SZ  | HZ  | IZ  | ŠT  | SŠT | SZD | Věk    |
| ------- | ---- | ------------- | --- | --- | --- | --- | --- | --- | --- | ------ |
| 2017/18 | ZOH  | Pchjongčchang | 84. | –   | –   | –   | –   | –   | ×   | 20 let |
| 2018/19 | MS   | Östersund     | –   | –   | –   | –   | 20. | –   | –   | 21 let |
| 2019/20 | MS   | Anterselva    | 27. | 18. | 28. | 17. | 20. | –   | –   | 22 let |
| 2020/21 | MS   | Pokljuka      | 48. | 58. | –   | 54. | 18. | 15. | 19. | 23 let |
| 2021/22 | ZOH  | Peking        | 17. | 31. | –   | 52. | 18. | 19. | ×   | 24 let |
| 2022/23 | MS   | Oberhof       | 31. | 31. | –   | 36. | –   | 17. | –   | 25 let |
| 2024/25 | MS   | Lenzerheide   | 14. | 16. | 5.  | 63. | 21. | 15. | –   | 26 let |

Poznámka: Výsledky z mistrovství světa ani z olympijských her se do celkového hodnocení světového poháru nezapočítávají.

### Mistrovství Evropy
| Sezóna  | Akce | Místo       | SP  | SZ  | IZ  | SŠT | SZD | Věk    |
| ------- | ---- | ----------- | --- | --- | --- | --- | --- | ------ |
| 2018/19 | ME   | Raubiči     | 34. | 21. | 37. | –   | 20. | 21 let |
| 2019/20 | ME   | Raubiči     | 59. | 29. | ×   | 12. | –   | 22 let |
| 2020/21 | ME   | Dušníky     | 11. | 41. | 8.  | –   | –   | 23 let |
| 2022/23 | ME   | Lenzerheide | 9.  | 11. | 19. | –   | –   | 25 let |